# Jan Brdej
Jan Brdej – polski artysta fotograf, uhonorowany tytułami Artiste FIAP (AFIAP) oraz Excellence FIAP (EFIAP). Członek rzeczywisty Stowarzyszenia Na Rzecz Rozwoju Fotografii Humanistycznej Foto Humanum. Członek rzeczywisty Fotoklubu Rzeczypospolitej Polskiej Stowarzyszenia Twórców. Członek rzeczywisty Krynickiego Towarzystwa Fotograficznego.

## Twórczość
Jan Brdej związany z nowosądeckim środowiskiem fotograficznym – mieszka i tworzy w  Marcinkowicach. Miejsce szczególne w jego twórczości zajmuje fotografia dokumentalna, fotografia koncertowa, fotografia krajobrazowa, fotografia kreacyjna, fotografia portretowa. Jest autorem i współautorem wielu wystaw fotograficznych; indywidualnych, zbiorowych, pokonkursowych. Brał aktywny udział w Międzynarodowych Salonach Fotograficznych, organizowanych (m.in.) pod patronatem FIAP, zdobywając wiele akceptacji, medali, nagród, wyróżnień, dyplomów, listów gratulacyjnych. Prezentował swoje fotografie w wielu krajach świata. 
W 2013 roku za pracę na rzecz fotografii oraz fotograficzną twórczość artystyczną został uhonorowany Srebrnym Jabłkiem Sadeckim – odznaką przyznawaną przez starostę nowosądeckiego, za zasługi dla Sądecczyzny.
W 2018 roku został uhonorowany tytułem Artiste FIAP (AFIAP) oraz w 2019 tytułem Excellence FIAP (EFIAP) – tytułami przyznanymi przez Międzynarodową Federację Sztuki Fotograficznej FIAP, z siedzibą w Luksemburgu. W 2020 został przyjęty w poczet członków rzeczywistych Fotoklubu Rzeczypospolitej Polskiej Stowarzyszenia Twórców (legitymacja nr 457).

## Wystawy indywidualne
- Pasja Kasi (Pijalnia Główna w Krynicy-Zdroju 2025)[24]

## Wystawy zbiorowe
- Intymność formy (Galeria Przędza w Łodzi 2025)[25]

## Odznaczenia
- Srebrne Jabłko Sadeckie[22]
- Medal „Za Fotograficzną Twórczość” (2023)[26]